# 宮田浩徳
宮田 浩徳（みやた ひろのり、1960年6月22日 - ）は日本の男性声優。高知県出身。ベストポジション所属。

## 略歴
相模工業大学(現：湘南工科大学)卒業。日本ナレーション演技研究所卒業後の1987年にデビュー。以前はアーツビジョンに所属していた。フリーを経て2016年4月20日からベストポジションに所属。

## 人物
早口のキャラクターを演じることが多い
趣味はPC、インターネット等。お経を読むことも可能。

## 出演
太字はメインキャラクター。

### テレビアニメ
1986年
- 宇宙船サジタリウス（06）

1987年
- 機甲戦記ドラグナー（1987年 - 1988年、副官、メルキール、通信員、兵士、管制官、オペレーター 他）

1988年
- 魔神英雄伝ワタル（村人）

1991年
- OH!MYコンブ（隊長）
- 少年アシベ（1991年 - 1992年、まおのパパ） - 2シリーズ

1992年
- 南国少年パプワくん（1992年 - 1993年、山猫、カワウソ）

1993年
- ドラゴンリーグ（1993年 - 1994年、ウィン（ウィナ姫の父））
- ジャングルの王者ターちゃん♡（1993年 - 1994年、ハンター、紫陽拳）

1994年
- レッドバロン（アナウンサー、ディーラー）
- 勇者警察ジェイデッカー（秘書、小泉）

1995年
- 黄金勇者ゴルドラン（ロロンブス）
- クマのプー太郎（デタラメざる）
- スレイヤーズ（1995年 - 1997年、神父、審査員、リュウ、村長） - 3シリーズ
- モジャ公（警官）

1996年
- ハーメルンのバイオリン弾き（マウス・ピース）

1997年
- 深海伝説MEREMANOID（船主）
- 烈火の炎（弟子）

1998年
- 吸血姫美夕（僧侶）
- サイレントメビウス（スーツ幹部）
- SHADOW SKILL -影技-（地上げ屋、村長）
- 万能文化猫娘（国連議長）
- ふしぎなメルモ（リニューアル版）（グロロス閣下、パイロット、ショウゴの父）
- 熱沙の覇王ガンダーラ（ゴード）
- 魔術士オーフェン（鉱夫B）
- ヨシモトムチッ子物語（コオロギブンチン）

1999年
- イソップワールド（ガママン）
- ゴクドーくん漫遊記（執事）
- サイボーグクロちゃん（里子の父、地底人、大佐、ニュースアナ）
- 地球防衛企業ダイ・ガード（隊長）
- To Heart（校長）
- 小さな巨人ミクロマン（ガンボディ）

2000年
- アルジェントソーマ（教育委員、御用学者A）
- 銀装騎攻オーディアン（ハインツ）
- ファーブル先生は名探偵（駅員、衣装係）
- BRIGADOON まりんとメラン（店主）

2001年
- オフサイド（アナウンサー）
- クレヨンしんちゃん（ボスザル）

2002年
- Witch Hunter ROBIN（池内、男B）
- パラッパラッパー（おじさん）

2003年
- R.O.D -THE TV-（店主B）
- 出撃!マシンロボレスキュー（近衛徹）
- スクラップド・プリンセス（ロイ）
- 名探偵コナン（2003年 - 2006年、楠川、クリーニング店店主、新福刑事、シェフ、管理人）

2004年
- 犬夜叉（村長）
- 機動戦士ガンダムSEED DESTINY（司令官）
- クロノクルセイド（市民）
- サムライチャンプルー（村人）
- 爆裂天使（明王の父）

2005年
- ギャラリーフェイク（和樹、カポーノ）
- 強殖装甲ガイバー（深町史雄 / エンザイムII）
- ブラック・ジャック（乗客、新聞屋店主）

2006年
- 魔界戦記ディスガイア（ブルカノ、マデラス）

2007年
- MOONLIGHT MILE シリーズ（猿渡総一郎、実篤先生） - 2シリーズ

2009年
- 戦争童話 青い瞳の女の子のお話（荒垣）

2010年
- 閃光のナイトレイド（ラジオ番組司会者）

2011年
- SDガンダム三国伝 Brave Battle Warriors（劉表ガンダム）
- プリティーリズム・オーロラドリーム（おじいさん1）
- へうげもの（僧、老家臣）

2012年
- エリアの騎士（審判）

2016年
- 侍霊演武:将星乱（于吉）

2017年
- DYNAMIC CHORD（村長）

2019年
- 博多明太!ぴりからこちゃん（しつじ、野次馬）

2021年
- オッドタクシー（教師）

2023年
- ダークギャザリング（医者、邪経文大僧正）

2024年
- となりの妖怪さん（すずきち）
- ダンジョン飯（ヌール）

2025年
- わたしの幸せな結婚（宮内大臣）

### 劇場アニメ
- 機動戦士ガンダムIII めぐりあい宇宙編 特別版（2000年、ラコック）
- シャム猫 -ファーストミッション-（2001年、政治家B）
- シックス・エンジェルズ（2002年、米兵リーダー）
- トップをねらえ! GunBuster（2006年、軍令部総長）

### OVA
1986年
- 装鬼兵MDガイスト（兵士達）

1987年
- 重戦機エルガイム（通信兵）

1991年
- おざなりダンジョン 風の塔（隊員B、追手A）

1992年
- ガイ SECOND TARGET 黄金の女神編
- 世界の光 親鸞聖人（二の坊）

1993年
- インフェリウス惑星戦史外伝 CONDITION GREEN（管制員C）

1994年
- 銀河英雄伝説（デッシュ准将、ナポレオン・アントワーヌ・ド・オットテール）
- 湘南純愛組!（男子生徒）
- 新世紀GPXサイバーフォーミュラZERO（重役）

1995年
- 未来超獣FOBIA（教師）

1996年
- 紺碧の艦隊（1996年 - 2003年、二本柳勝利、ハリマン編集長〈初代〉、呂外相、マウントバッテン、カール・フォン・ローブ 他）

1997年
- 旭日の艦隊（独参謀）

1998年
- ジオブリーダーズ（DDK技術職員）
- 万能文化猫娘DASH!（重役C）

2002年
- ガレリアンズ：リオン

### Webアニメ
- 幕末機関説 いろはにほへと（2006年、行商人）

### ゲーム
1993年
- ヴェインドリームII（ブレイス団長）
- フラッシュハイダース（ダイルファー）

1994年
- ADVANCED V.G.（河内山弧月）
- アルナムの牙 獣族十二神徒伝説（ガイズ、ゴウセン、清都衛兵 乙）
- 実況パワフルプロ野球'95（実況） - 2作品
- スターブレイカー（ガーラン）
- 聖戦士伝承・雀卓の騎士（アシュラ・バド、エバン、ホーンサイクロプス、エル・ガプリス）
- ぽっぷるメイル（ルードゥル）

1995年
- 真怨霊戦記（村田信一、高橋貞勝）

1996年
- 究極の倉庫番（ふとったトレヴァー）
- 実況パワフルプロ野球'96（実況アナウンサー）※アーケード版
- 幻影闘技（レイモンド・ノーマン）

1997年
- アルナムの翼 焼塵の空の彼方へ（エンギ、ゴコタの長老）
- クリティカルブロウ（レイモンド・ノーマン）
- TILK 〜青い海から来た少女〜（オイスター）
- バウンダリーゲート Daughter of Kingdom（ハンセン、医療聖堂司祭長）
- Harmful Park（テキーラ）

1998年
- 戦国美少女絵巻 空を斬る!!（1998年 - 1999年、顕如、穴山 梅雪、セーリウス） - 2作品

2000年
- 建設重機喧嘩バトル ぶちギレ金剛!!（安達雷太）
- SIMPLE1500シリーズ Vol.46 THE 麻雀落ちゲー 落雀（エレ・ファントム、アフロ侍）

2002年
- ゼルダの伝説シリーズ（2002年 - 2013年、ガノンドロフ、チンクル） - 4作品
- 忍風戦隊ハリケンジャー（風雷丸）
- ラ・ピュセル 光の聖女伝説（エルメス）

2003年
- アークス・ファタリス 日本語版 (アーゾク、ポクセリス、グラディヴィール)
- 魔界戦記ディスガイア（ブルカノ、マデラス、ドン・ホアキン、別次元の魔王）

2004年
- 犬夜叉 〜呪詛の仮面〜
- 帝国千戦記（PS2版）（洪顔怜、醜隗、益宝満）
- 転生學園幻蒼録（大津勝彦）
- ドンキーコングジャングルビート（ドレッドコング）
- ファントム・ブレイブ（コールドロン）

2005年
- イースIV MASK OF THE SUN（フレア・ラル、セルレイ長老）
- 機動戦士ガンダム 一年戦争（ラコック、シン少尉）
- スーパーマリオスタジアム シリーズ（2005年 - 2008年、モンテ） - 2作品

2006年
- 転生學園月光録（大津勝彦）
- マリオバスケ 3on3（ニンジャ）

2008年
- 大乱闘スマッシュブラザーズシリーズ（2008年 - 2014年、ガノンドロフ、チンクル） - 3作品
- ぷちえゔぁ

2009年
- ラ・ピュセル†ラグナロック（エルメス）

2014年
- ゼルダ無双（チンクル）
- 龍が如く 維新!

2018年
- ポポロクロイス物語 ナルシアの涙と妖精の笛（バラン国王）
- クイズRPG 魔法使いと黒猫のウィズ（フー・チャパル）

### ドラマCD
- お金がないっ（西田）
- 浦安鉄筋家族（校長先生、畑松五郎）
- ガンスミスキャッツ ステレオドラマVol.1（ギャングA）
- 好きじゃないけど愛してる（英語教師）
- スターピンキーQ 宇宙少女東京に現る（帝国兵B）
- スクラップド・プリンセス（老主人）
- 太陽の少女インカちゃん（生徒）
- 太陽の勇者ファイバード ユリちゃんに愛の花束を…（除霊の客）
- 転生學園幻蒼録（大津勝彦）
- 花のあすか組!（精神科医）
- 新世紀GPXサイバーフォーミュラ PICTURELAND6 ZEROの幻影（運転手）
- 新世紀GPXサイバーフォーミュラSAGA ROUND3 トラップ・オブ・ケルベロス（ロバート・ネメシス）

### ラジオドラマ
- NHK-FMシアター「オルガニスト」（1999年） - クロダ

### 吹き替え

#### 映画
- 悪魔のビンゴカード
- キラー・ハント（リース〈ウィリアム・ボールドウィン〉）
- スターゲイト ※VHS、DVD版
- ハイドリヒを撃て!「ナチの野獣」暗殺作戦（ヤン・ゼレンカ＝ハイスキー〈トビー・ジョーンズ〉[11]）
- 運び屋（DEA地区部長〈ピート・バリス〉[12]）※ソフト版
- ファンタスティック4:ファースト・ステップ[13]
- プルガサリ 伝説の大怪獣

#### ドラマ
- アメリカン・ゴシック 〜偽りの一族〜
- アンフォゲッタブル4 完全記憶捜査 ※第12話
- 刑事フォイル（ヘンドリー）
- 原潜ヴィジル 水面下の陰謀（コリン・ロバートソン警視〈ゲイリー・ルイス〉）[14]
- ロキ（倉庫従業員、クラシック・ロキ）

#### アニメ
- おさるのジョージ
- おさるのジョージ5/めざせカウボーイ（車掌）
- The Deep（ネーレウス、ドロス）
- ヘラクレス（男性）

### 特撮
1993年
- 五星戦隊ダイレンジャー（ナレーション）
  - 劇場版 五星戦隊ダイレンジャー（ナレーション）

1994年
- スーパー戦隊ワールド（ナレーション）

1996年
- 激走戦隊カーレンジャー（ゾクグリーンの声）

1997年
- 電磁戦隊メガレンジャー（ドクガネジレの声）

1998年
- 星獣戦隊ギンガマン（煙工門の声）

2001年
- 百獣戦隊ガオレンジャー（魔笛オルグの声）

2002年
- 忍風戦隊ハリケンジャー（風雷丸の声、御前様の声、ナレーター）

2003年
- 忍風戦隊ハリケンジャーVSガオレンジャー（風雷丸の声、ナレーター）
- 爆竜戦隊アバレンジャー（ツリバカツオリーブの声）

2009年
- 仮面ライダーディケイド（スシチェンジャー音声）
- 侍戦隊シンケンジャー（スシチェンジャー音声、インロウマル音声、ナレーション）
  - 侍戦隊シンケンジャー 銀幕版 天下分け目の戦（ナレーション）

2010年
- 帰ってきた侍戦隊シンケンジャー 特別幕（ナレーション）
- 侍戦隊シンケンジャーVSゴーオンジャー 銀幕BANG!!（ナレーション）

2011年
- 海賊戦隊ゴーカイジャー（風雷丸の声）

2012年
- 非公認戦隊アキバレンジャー（ナレーション）

2013年
- 忍風戦隊ハリケンジャー 10 YEARS AFTER（バット・ゼ・ルンバの声、ナレーション）

### ボイスオーバー
- ドキュメンタリー 撃つためのデザイン（ヒストリーチャンネル）
- 岩出山の天文暦学者 名取春仲物語〜天を窺い、人を知る〜（須江英信）
- BS世界のドキュメンタリー（NHK-BS1）

### その他コンテンツ
- てくてく見聞録 〜新潟の産業遺産を歩こう〜（NST・新潟総合テレビ、2009年、ナレーション）
- NST特別番組「日本のワインぶどうの父 〜川上善兵衛物語〜 百年先をみつめて」（NST・新潟総合テレビ、2011年、ナレーション）
- 生きて死ぬ智慧（audiobook.jp、2018年、「般若心経」部分の朗読[16]）
- クレシェンド 序章 花祭りの夜（LisBo、2019年[17]、黒木大佐[18]）

### シリーズ一覧
1. ↑  第1期（1991年）、第2期『2』（1992年）
2. ↑  第1期（1995年）、第2期『NEXT』（1996年）、第3期『TRY』（1997年）
3. ↑  1stシーズン『-Lift off-』（2007年）、2ndシーズン『-Touch down-』（2007年）
4. ↑  『戦国美少女絵巻 空を斬る!!』（1998年）、『〜春風の章〜』（1999年）
5. ↑  『ゼルダの伝説 風のタクト』（2002年）、『ゼルダの伝説 4つの剣+』（2004年）、『ゼルダの伝説 トワイライトプリンセス』（2006年）、『ゼルダの伝説 風のタクトHD』（2013年）
6. ↑  『ミラクルベースボール』（2005年）、『ファミリーベースボール』（2008年）
7. ↑  『X』（2008年）、『for 3DS』『for Wii U』（2014年）